# Frei Gaspar
Frei Gaspar is een gemeente in de Braziliaanse deelstaat Minas Gerais. De gemeente telt 6.649 inwoners (schatting 2009).

## Aangrenzende gemeenten
De gemeente grenst aan Ataléia, Campanário, Itambacuri, Ouro Verde de Minas, Pescador, São José do Divino en Teófilo Otoni.